# コンキスタドール
コンキスタドール（Conquistador）とは、スペイン語で「征服者」を意味するが、とくに15世紀から17世紀にかけてのスペインのアメリカ大陸征服者、侵略者を指す。

## 概要
代表的なコンキスタドールとしては、1521年にアステカ王国を侵略したエルナン・コルテス、1533年にインカ帝国を侵略したフランシスコ・ピサロが挙げられる。
彼らは金銀を求めてアメリカ大陸を探索し、アメリカ大陸の固有文明を破壊し、黄金を略奪した。またインディオの生命財産を脅かし、（キリスト教徒側から見た）異教徒の女性に対し強姦・暴行を行った者も多数存在する。従軍した宣教師の中にはバルトロメ・デ・ラス・カサスのように中南米での虐殺・虐待を告発した者も存在したが、少数であり、またカサスのような者は激しい批判を受けた。
コンキスタドールの活動はスペイン王の認可を必要としたが、ほとんど財政的援助はなく、軍は小規模で征服自体が投機的な性格の企てであった。コンキスタドールが自ら資金を集めて組織した数百名の武装した私兵部隊であり、スペインの正規軍兵はほとんど含まれていなかった。コルテスで600名、ピサロで200名という少数で、莫大な財産を手に入れた一方で、エルナンド・デ・ソトのフロリダ遠征のように悲惨な結末に終わった例もある。少数の部隊でアステカやインカの大軍に勝利できた背景のひとつには、火器（アーキバス）や剣、甲冑、騎馬兵（アメリカ大陸には馬がいなかった）など、ヨーロッパの科学技術の圧倒的な優位があった。先住民同士の内部対立を巧みに利用したり、アステカの場合には宿命的な迷信が戦意喪失につながったことも理由に挙げられる。
征服完了後には、王室は戦利品の5分の1（キント・レアル）を要求し始め、さらに征服地に官吏を派遣し、コンキスタドールの権利の剥奪を始めた。ペルーにおけるピサロのように、公然と反乱を起こす者も多く、特にエンコミエンダ制をめぐって対立した。16世紀後半のフェリペ2世の頃には、副王制をはじめとした行政機構に組み込まれた。
コンキスタドールに対する評価は二分され、鋭く対立している。近代以降、インディオの子孫達の社会的立場が向上するにつれ、これらの文化破壊行為は批判的に受け取られている。

## 主なコンキスタドール
- フランシスコ・ピサロ（ペルー、1509年 - 1535年）
- ディエゴ・デ・アルマグロ（ペルー、チリ）
- ゴンサロ・ピサロ（ペルー、1540年 - 1542年）
- ペドロ・デ・バルディビア（チリ、1540年 - 1552年）
- セバスティアン・デ・ベラルカサル（エクアドル、コロンビア）
- ゴンサロ・ヒメネス・デ・ケサーダ（コロンビア・ベネズエラ）
- フアン・ディアス・デ・ソリス（ウルグアイ、1516年）
- フランシスコ・デ・オレリャーナ（アマゾン川、1541年 - 1543年）
- フアン・ポンセ・デ・レオン（プエルトリコ、1508年・フロリダ、1513年及び1521年）
- ディエゴ・ベラスケス・デ・クエリャル（キューバ、1511年 - 1519年）
- パンフィロ・デ・ナルバエス（フロリダ、1527年 - 1528年）
- エルナンド・デ・ソト（アメリカ南東部、1539年 - 1542年）
- ルーカス・バスケス・デ・アイヨン（現アメリカ合衆国東海岸）
- ディエゴ・デ・ニクエサ（パナマ、1506年 - 1511年）
- バスコ・ヌーニェス・デ・バルボア（パナマ）
- フランシスコ・エルナンデス・デ・コルドバ（ニカラグア）
- クリストバル・デ・オリッド（ホンジュラス、1523年 - 1524年）
- マルティン・デ・ウルスア（グアテマラのペテン地域、1696年 - 1697年）
- エルナン・コルテス（メキシコ、1518年 - 1522年・ホンジュラス、1524年・バハ・カリフォルニア半島、1532年 - 1536年）
- フランシスコ・エルナンデス・デ・コルドバ（ユカタン）
- ベルナル・ディアス・デル・カスティリョ（ユカタン、メキシコ）
- ペドロ・デ・アルバラード（メキシコ、グアテマラ、ペルー、1523年-1541年）
- フアン・デ・グリハルバ（ユカタン）
- フランシスコ・デ・モンテーホ（ユカタン、1527年 - 1546年）
- フランシスコ・バスケス・デ・コロナド（アメリカ合衆国南西部）
- アルバル・ヌーニェス・カベサ・デ・バカ（アメリカ合衆国南西部、南アメリカ）
- ミゲル・ロペス・デ・レガスピ（フィリピン、1565年-1571年）
- マルティン・デ・ゴイティ（フィリピン、1570年-1571年）
- フェリペ・デ・サルセード（フィリピン）
- フアン・デ・サルセード（フィリピン、1570年-1576年）